# 湯馬素·洛基
湯馬素·洛基（Tommaso Rocchi，1977年9月19日—），是一名威尼斯出生的意大利足球運動員，司職前鋒，前拉素隊長。

## 生平

### 球會
洛基為祖雲達斯青訓產品，但沒有受到重用，反而多效力意大利低組別球會。後來於2002-2004年效力恩波里兩個球季期間，在意甲64場入16球，表現大有進步。
他於2004年加盟拉素，他與彭迪夫的合作無間，是球隊入球保證。
2013年，洛基轉會國際米蘭。

### 國家隊
洛基於2006年8月16日初次為意大利上陣，對陣克羅地亞。至今只3次入選國家隊。
2008年，洛基入選了意大利國奧隊參加北京奧運，是意大利唯一的超齡球員。他在對韓國的比賽中射入一球，助球隊勝3-0。然而，洛基在練習中受傷而無緣再戰，經醫院檢查後證實他的右腿腓骨前端骨裂，洛基已無緣繼續參與奧運。

## 外部連結
- Tommaso Rocchi （页面存档备份，存于） at FIGC.it